# 黑豹军
黑豹军是缅甸的一支民族武装组织。该武装成立于2021年10月23日，成员接近700人。根据Midland voice通讯社报道，截至2023年10月23日，该武装共参与军事冲突78次，阵亡13人，受伤6人。

### 引用
1. 1 2  . Midland Voice. 2023-10-23  [2023-12-22]. （原始内容存档于2023-12-22） （缅甸语）.
2. . BBC缅甸. 2023-03-10  [2023-12-22]. （原始内容存档于2023-12-22） （缅甸语）.
3. . Myanmar Now. 2023-09-28  [2023-12-22]. （原始内容存档于2023-12-22） （缅甸语）.
4. ↑  . The Irrawaddy. 2023-01-16  [2023-12-23]. （原始内容存档于2023-12-23） （英语）.